# Chondrina falkneri
Chondrina falkneri ist eine Art der Kornschnecken (Chondrinidae) aus der Unterordnung der Landlungenschnecken (Stylommatophora).

## Merkmale
Das schlank kegelige Gehäuse ist 6,0 bis 7,3 mm hoch und 2,5 bis 2,8 mm hoch. Es hat 6¾ bis 7¾ mäßig bis stark gewölbte Windungen. Die Oberfläche weist sehr feine, eng beieinander liegende, z. T. sehr regelmäßige Anwachsstreifen auf. Die Mündung ist an der Basis U-förmig gerundet. Der Mündungsrand ist durch eine weiße Lippe mehr oder weniger stark verdickt. Als Bewehrung der Mündung ist nur eine Angularis angedeutet, und eine schwache bis sehr schwache (bzw. sogar manchmal ebenfalls fehlende) Columellaris entwickelt.
Im männlichen Teil des Geschlechtsapparates sind Penis und Epiphallus am unteren Teil des Penis miteinander verwachsen und bilden somit eine Schleife. Der Epiphallus ist deutlich kürzer als der Penis, der Übergang wird durch eine starke Einengung unterhalb der Biegung der Schleife markiert. Ein Bildsack oder Flagellum fehlt. Der "freie" Penis, d. h. von der Einmündung ins Atrium bis zur Verwachsung mit dem Epiphallus ist relativ lang und erreicht etwa ein Viertel bis fast ein Drittel der Länge der Schleife. Die Innenwand des Penis weist im ersten Drittel der Schleife keine besondere Struktur auf. Im folgenden Drittel sind zahlreiche feine Querrunzeln vorhanden, und im folgenden Abschnitt einschließlich des ersten Drittels der distalen Hälfte ist nur eine Längsstruktur vorhanden. Die Innenwand des Epiphallus weist zahlreiche kleine Papillen auf. Der Penisretraktormuskel setzt am ersten Viertel der Schleife an. Im weiblichen Teil des Geschlechtsapparates ist die Vagina mäßig lang, die Vagina erreicht etwa die Länge des "freien" Penis. Der Stiel der Samenblase (Spermathek) ist mäßig lang, die Samenblase selber reicht nicht an die Albumindrüse heran. Der Stiel ist an der Verzweigung Stiel der Samenblase/Eileiter anfangs eineinhalbmal so breit wie der freie Eileiter.

### Ähnliche Arten
Das Gehäuse von Chondrina falkneri ist mit seiner sehr stark reduzierten Mündungsbewehrung nicht sicher vom Gehäuse von Chondrina farinesii farinesii zu unterscheiden. Chondrina farinesii unterscheidet sich jedoch durch den Geschlechtsapparat deutlich (Ausbildung eines rudimentären Flagellums) von Chondrina falkneri. Das Atrium ist bei Chondrina farinesii deutlich länger. Chondrina gerhardi ist im Gehäusehabitus und der reduzierten Mündungsbewehrung nur schwer zu unterscheiden. Chondrina gerhardi ist im Durchschnitt deutlich kleiner. bei dieser Art ist immer eine mehr oder weniger kräftige Columellaris vorhanden, selten ist noch eine sehr schwach ausgebildete Parietalis angedeutet. Auch Chondrina ascendens kann in extremen Formen mit stark reduzierter Mündungsbewehrung sehr ähnlich sein. Diese Art kommt soweit bekannt nur in den Pyrenäen und den südlich angrenzenden Gebieten vor.

## Geographische Verbreitung und Lebensraum
Die Art kommt in den französischen Westalpen (Rémuzat, Département Drôme, St. Martin-en-Vercors, Isére, Umgebung von Grenoble) in etwa 500 bis 680 m über Meereshöhe vor. Chondrina falkneri lebt nach Margier (1913: 199) sympatrisch mit Chondrina avenacea avenacea an den gleichen Felsen.

## Taxonomie
Das Taxon wurde 1973 erstmals von Edmund Gittenberger in offener Nomenklatur als "Chondrina spec. 1" beschrieben. 2002 beschrieb Gittenberger das Taxon als neue Art. Es wird von der Fauna Europaea anerkannt. Das Taxon ist nach Gerhard Falkner, einem der führenden deutschen Malakologen benannt.

## Gefährdung
Die Art wird von der International Union for Conservation of Nature and Natural Resources (IUCN) als „gering gefährdet“ (Near Threatened) eingestuft.

## Belege

### Online
- AnimalBase - Chondrina falkneri Gittenberger, 2002

## Anmerkung
1. ↑  Die Länge des freien Eileiters wird von Gittenberger nicht angegeben.